# باشگاه شبانه

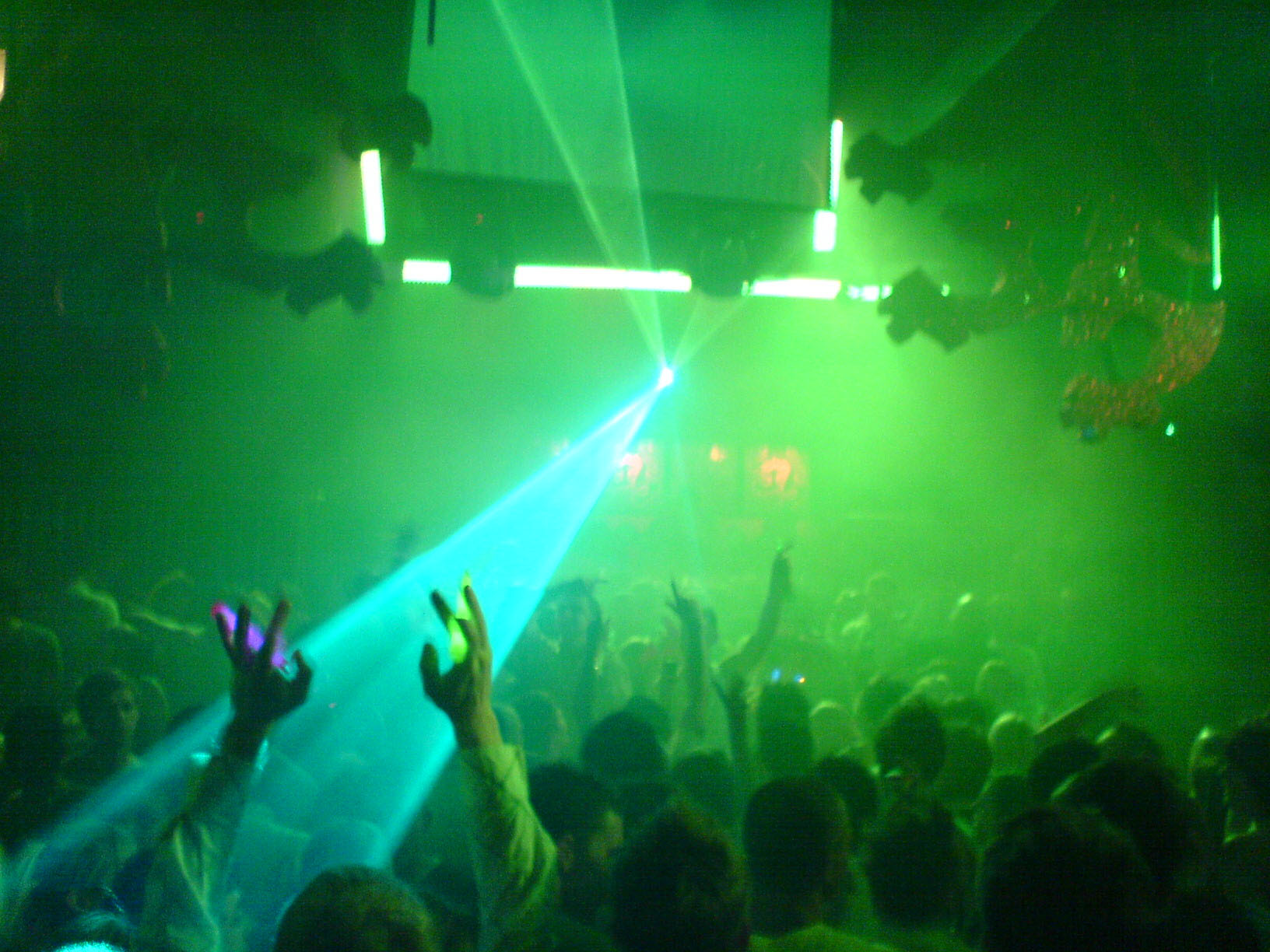
نور لیزر مکان رقص را روشن ساخته، شفیلد انگلیس.

باشگاه شبانه، رقاص خانه یا کلوب شبانه (به انگلیسی: Nightclub) جایی برای رقصیدن، نوشیدن مشروبات الکلی و سرگرم‌شدن در جایگاه موسیقی است و از سرگرمی‌های پس از تاریک شدن هوا به‌شمار می‌رود. به کسانی که بسیار به باشگاه‌های شبانه در رفت‌وآمد هستند باشگاه‌رو یا کلوپ‌باز (انگلیسی: clubbers) می‌گویند. مشخصه‌هایی که معمولاً در تمام باشگاه‌های شبانه می‌توان آن‌ها را یافت، شامل بار یا میخانه با سطحی برای رقصیدن و جایگاه ویژهٔ دی‌جی، در آنجا قطعه‌های موسیقی ضبط‌شده را پخش می‌کند.

## تاریخچه

### قبل از جنگ جهانی دوم
سوهو در لندن قبل از جنگ جهانی دوم، کافه، کاباره، جاز بورلسکی و باشگاه‌های بوهمی را شبیه به نیویورک، پاریس و برلین ارائه می‌داد. کلوب‌های شبانه بسیار با ایده «جامعه بالا»، از طریق سازمانهای مشهوری مانند کیت کت باشگاه (که نام خود را از باشگاه سیاسی Kit-Cat در Pall Mall، لندن گرفته‌است) و کافه پاریس گره خورده بودند. باشگاه ۴۳ در خیابان جرارد توسط کیت میریک «ملکه باشگاه شب» اداره می‌شد. میریک در دهه ۱۹۲۰ و اوایل دهه ۱۹۳۰ چندین کلوپ شبانه لندن را اداره می‌کرد، در این مدت او به دلیل نقض قوانین مجوز و رشوه دادن به یک افسر پلیس به حبس محکوم شد. در این عصر، کلوپ شبانه عموماً تحت حفاظت کسانی بود که پول داشتند.

### جنگ جهانی دوم
در فرانسه اشغالی، موسیقی جاز و بیبوپ و رقص جیتربگ توسط نازی‌ها به عنوان «تأثیرات انحطاط آمیز آمریکایی» ممنوع شد، بنابراین به عنوان یک اقدام مقاومتی، مردم در زیرزمین‌های مخفی به نام دیسکوتیک ملاقات می‌کردند، جایی که آنها با موسیقی جاز و نوسان می‌رقصیدند. که هنگامی که jukebox در دسترس نبود روی یک صفحه گردان پخش می‌شد. این دیسکوها همچنین توسط جوانان ضد ویشی موسوم به زازوس مورد حمایت قرار گرفت. در آلمان نازی دیسکوهای زیرزمینی نیز وجود داشت که تحت حمایت جوانان ضد نازی به نام «بچه‌های تاب دار» بودند.